# Dmitrij av Tver
Dmitrij av Tver, död 1326, var en rysk monark. Han var regerande storfurste av Vladimir från 1322 till 1326.